# Bergkirche Heinsheim

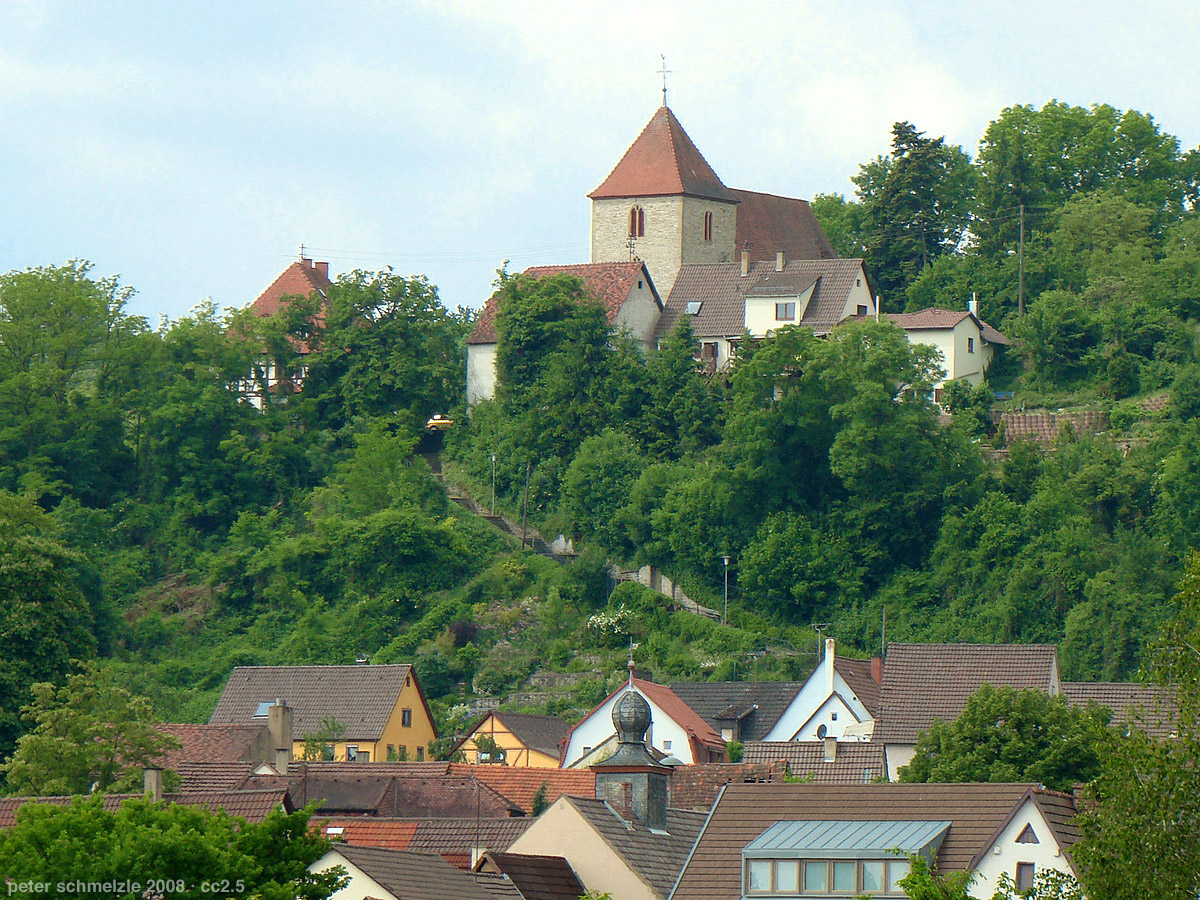
Die Bergkirche in Heinsheim

Die evangelische Bergkirche in Heinsheim (heute Ortsteil von Bad Rappenau) im Landkreis Heilbronn im nördlichen Baden-Württemberg ist ein im 10. Jahrhundert erstmals erwähntes Sakralgebäude, das weithin sichtbar auf einem Höhenzug oberhalb des im Neckartal gelegenen Ortes und nahe bei Burg Ehrenberg liegt. In der Kirche befinden sich mehrere historische Grabdenkmale der Herren von Ehrenberg.

## Geschichte

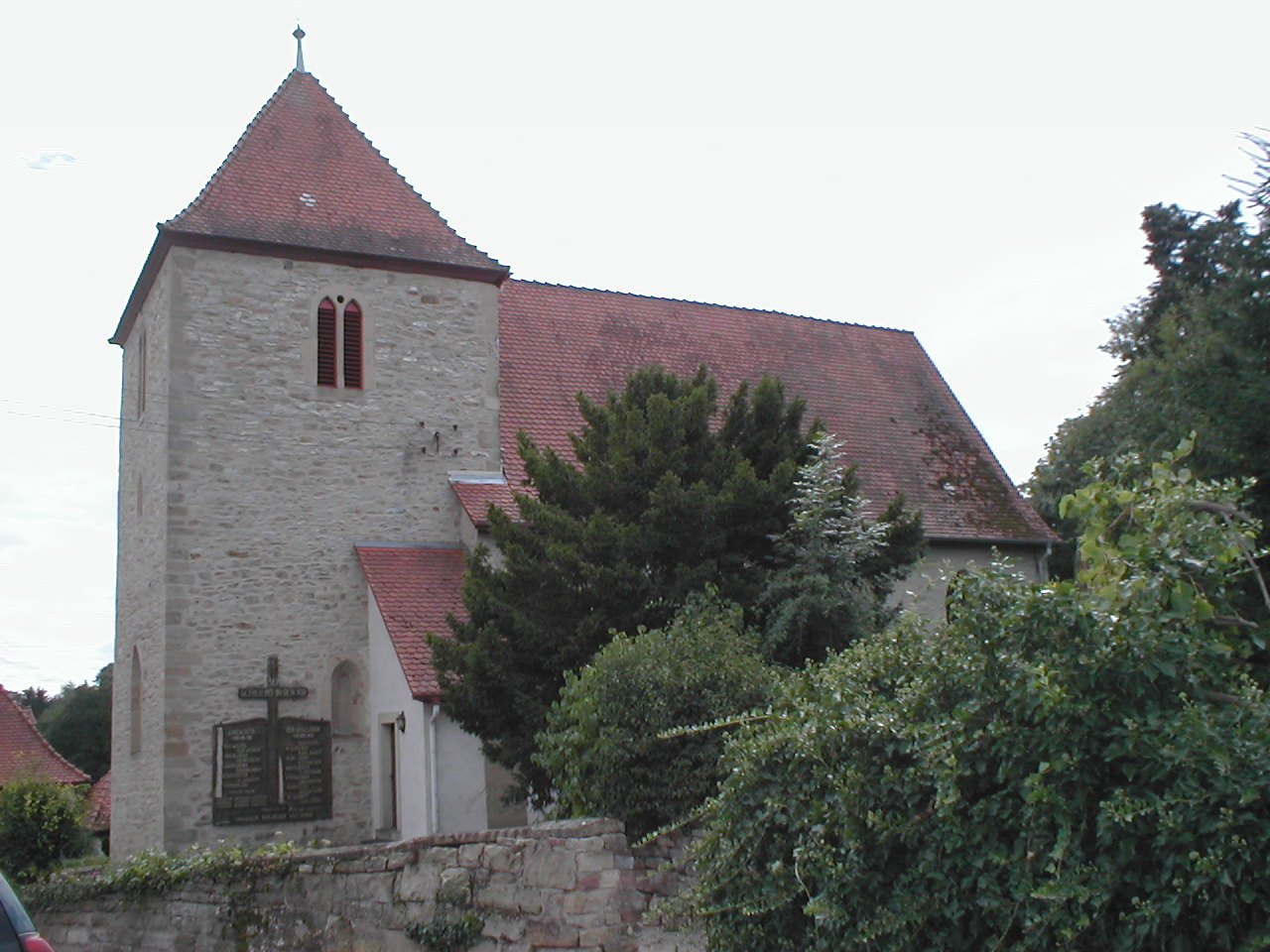
Bergkirche

Die erste Erwähnung der Heinsheimer Bergkirche erfolgte im Cartularium Wormatiense, einer frühen Auflistung der Besitztümer des Bistums Worms, in einer zwischen 950 und 973 entstandenen Urkunde, mit der Bischof Hanno dem Burggrafen Burghard zehn Bauernhöfe und die Kirche in Heinsheim übertrug. Die dem Hl. Hilarius geweihte Kirche ist jedoch vermutlich bereits im 7. oder 8. Jahrhundert entstanden und damit eine der ältesten Landkirchen in Südwestdeutschland. Archäologische Funde (Reste von Inschriftensteinen und Scherben) bezeugen die Nutzung des Kirchbergs bereits zur Zeit der Römer und dann wieder ab dem 7./8. Jahrhundert.
Der Wormser Bischof Crudolfus war um das Jahr 600 missionarisch am unteren Neckar tätig. Auf ihn soll das Kloster St. Peter in Bad Wimpfen zurückgehen, das vom König einen sich zwischen Wimpfen, Neckarmühlbach, Helmstadt und Kirchardt erstreckenden Immunitätsbezirk erhielt, der in der Wimpfener Immunitätsurkunde von 856 bestätigt wurde. Heinsheim, das auf eine alte fränkische Siedlung zurückgeht, liegt innerhalb dieses Immunitätsbezirks und erhielt im Zuge der fränkischen Missionierung im 7. oder 8. Jahrhundert auf dem Kirchberg, wo eine zu Taufzwecken u. ä. günstige Quelle entspringt, wohl eine erste hölzerne Kapelle. Später entstand ein niedriger einschiffiger Steinbau mit flacher Decke und schmalen schlitzförmigen Fenstern, die bei der Einführung des Fensterglases im Neckarraum um 1300 vergrößert und verglast wurden. Der Turm wurde 1250 in seiner jetzigen Form errichtet und später um Fenster ergänzt. Das Kirchenschiff wurde 1374 umgestaltet bzw. teilweise neu erbaut.
Die oberhalb der Siedlung gelegene Kirche wurde mit massiven Wehrmauern umgeben. Schießscharten in den Mauern sowie die massive wehrhafte Ausführung des Kirchturms kennzeichnen die Anlage als ehemalige Wehrkirche.
Vom hohen Mittelalter bis zum Erlöschen der Herren von Ehrenberg 1647 war die Kirche Hauptkirche und Grablege dieses niederen Adelsgeschlechts, die auch teilweise in der Kirche beigesetzt sind, wovon zahlreiche historische Grabplatten und Grabmale zeugen. Um die Kirche herum befand sich der ursprüngliche Heinsheimer Friedhof, der jedoch 1777 zugunsten eines leichter erreichbaren neuen Friedhofs am Ortsrand im Tal aufgegeben wurde.
Im 18. und 19. Jahrhundert wurde die Kirche mehrfach renoviert und umgestaltet. Die heutige Holzdecke stammt aus der Zeit um 1800. 1957 wurden die Wand- und Deckenfresken im Chorraum freigelegt, die teils aus der Zeit der Erbauung des Turms um 1250 stammen. Bei einer weiteren Innenrenovierung 1963 wurde das Fresko an der Nordwand entdeckt und freigelegt. Die Außenfassade wurde letztmals 1988 renoviert.
Die Kirche wird von der evangelischen Kirchengemeinde im Wechsel mit der Schlosskapelle in Heinsheim für Gottesdienste genutzt.

## Beschreibung

### Architektur und Ausstattung

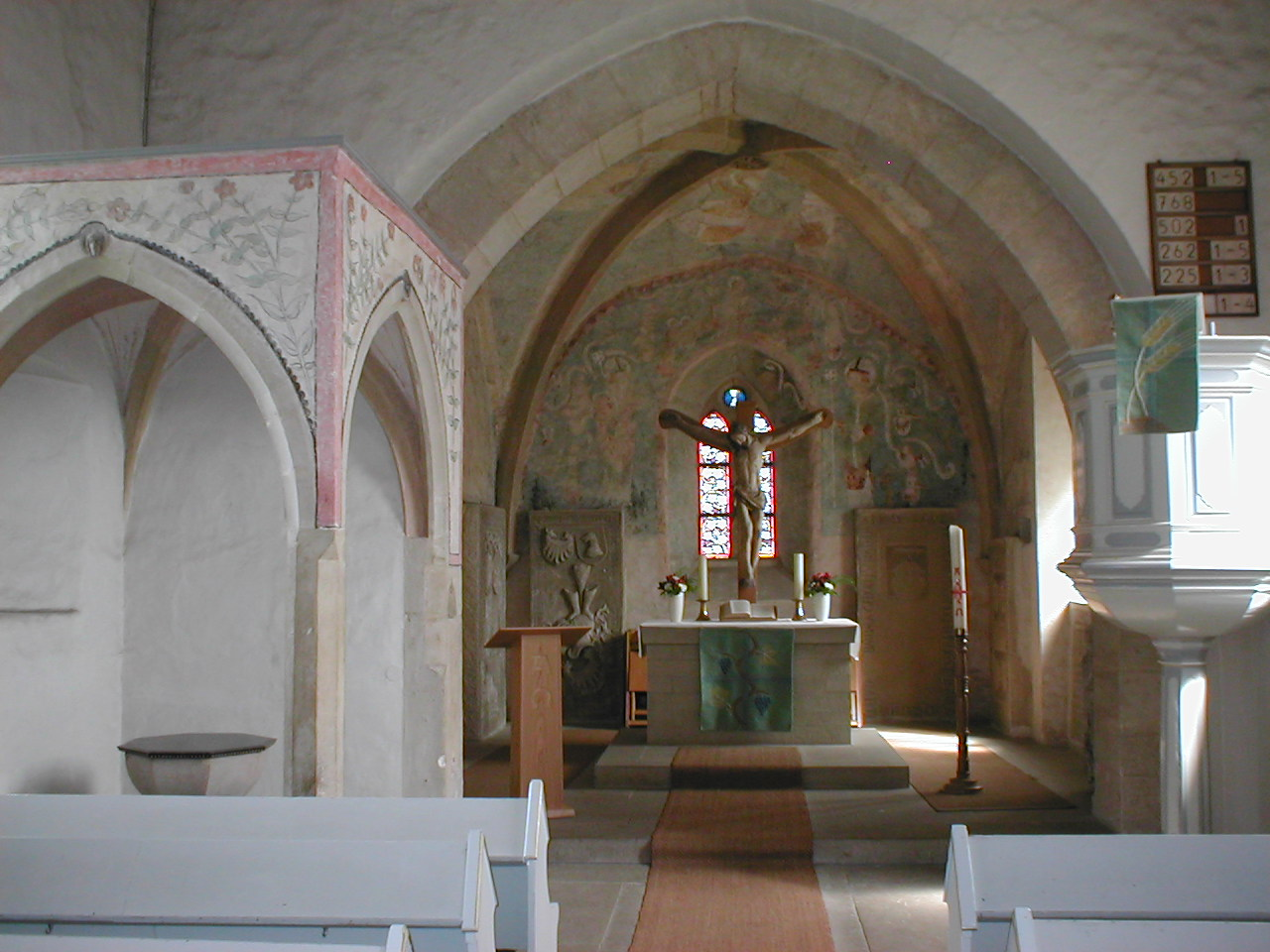
Osthälfte: Chor und Taufkapelle (links)

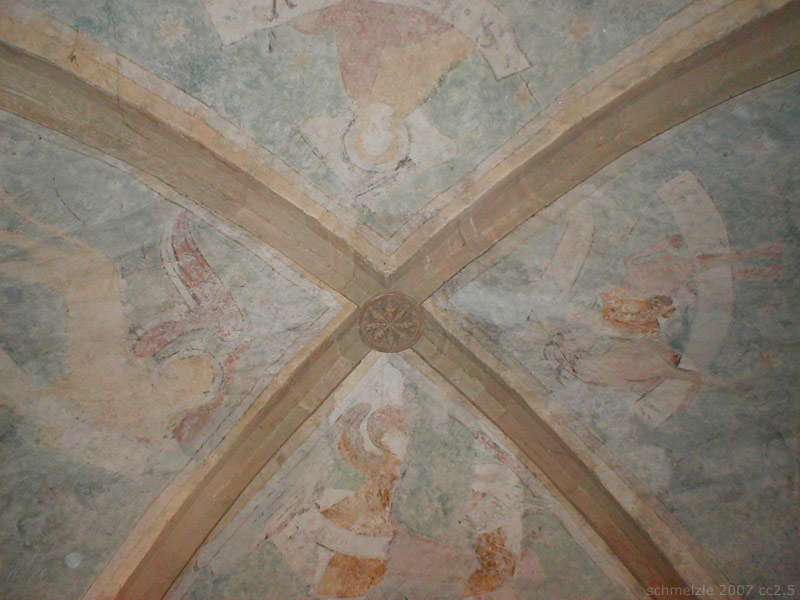
Ausmalung des Chorgewölbes

Die Bergkirche ist eine Chorturmkirche. Das einschiffige Langhaus mit Satteldach ist nach Osten zum im Sockelgeschoss des Turms befindlichen Chor ausgerichtet. Der gedrungene fast wie das Kirchenschiff breite Turm überragt mit seiner Traufe die Firsthöhe des Kirchenschiffs nicht und ist mit einem Pyramidendach bedeckt. Der Triumphbogen zum Chorraum und dessen Gewölberippen stammen noch aus frühgotischer Zeit. Die Deckengemälde um 1250 zeigen die traditionellen vier Evangelistensymbole, die Seitenwände weisen (durch mehrfache Umbauten der Fensternischen teilweise zerstörte) Darstellungen des Jüngsten Gerichts sowie einen Christus mit Schutzmantel und Apostelfiguren um 1300 auf. Die Rückwand wurde um 1500 mit Darstellungen des Hl. Hilarius und Maximus in Bischofstracht versehen, die von kleineren Darstellungen von auf ihren Wappen knienden Ehrenbergschen Rittern und Spruchbändern umgeben sind. An der Nordwand des Chors befindet sich ein Sakramentshaus. Der Altar ist ein schlichter Steinaltar, darüber ein hölzernes Kruzifix.

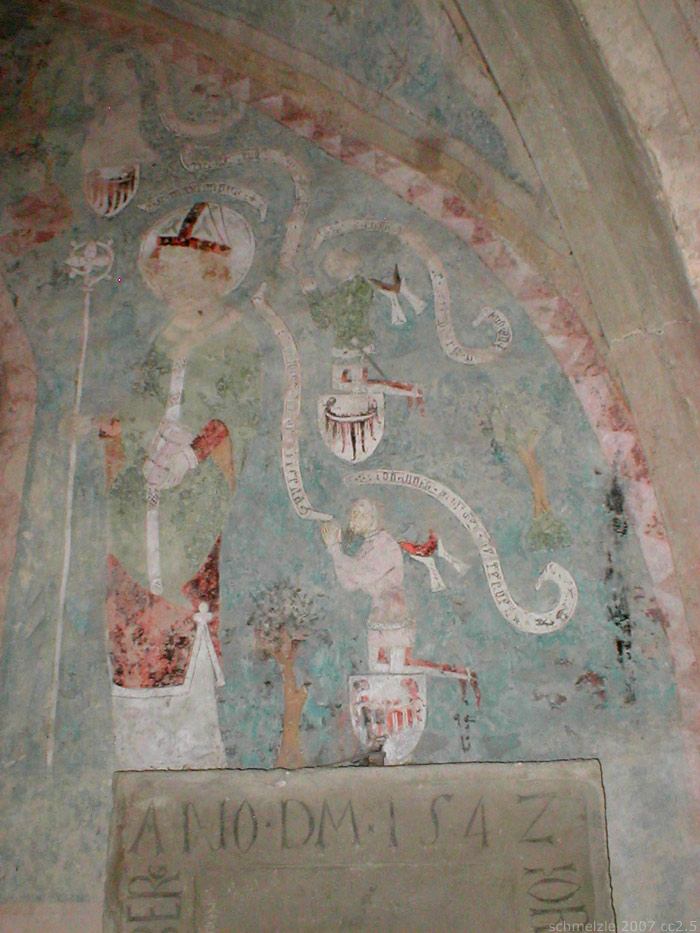
Ausmalung der östlichen Chorwand mit Ehrenberg-Rittern
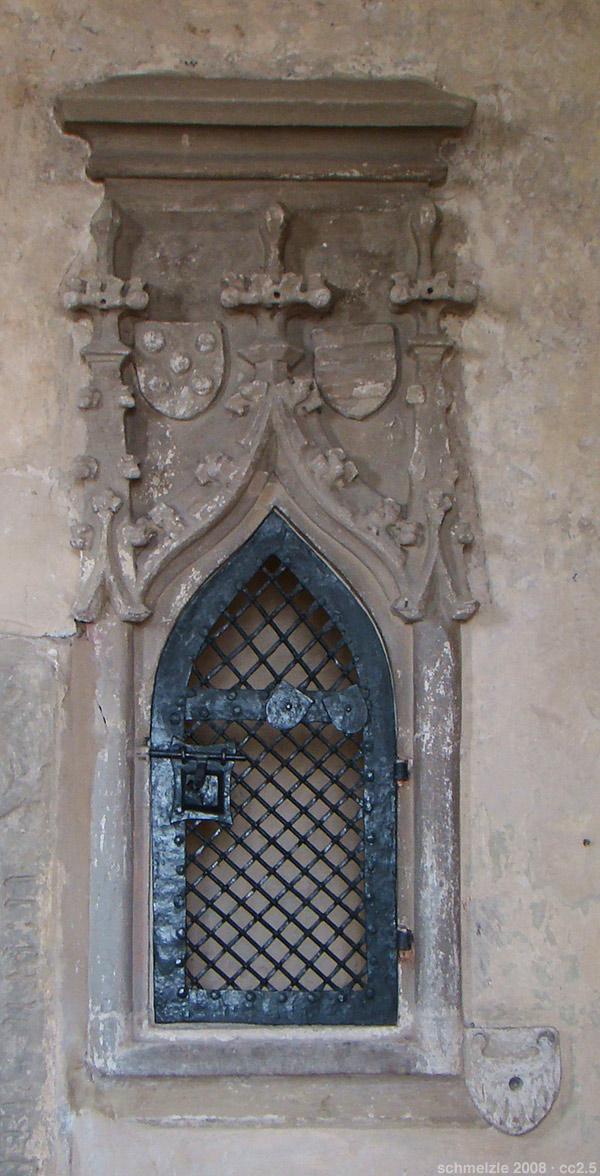
Sakramentshaus im Turmchor
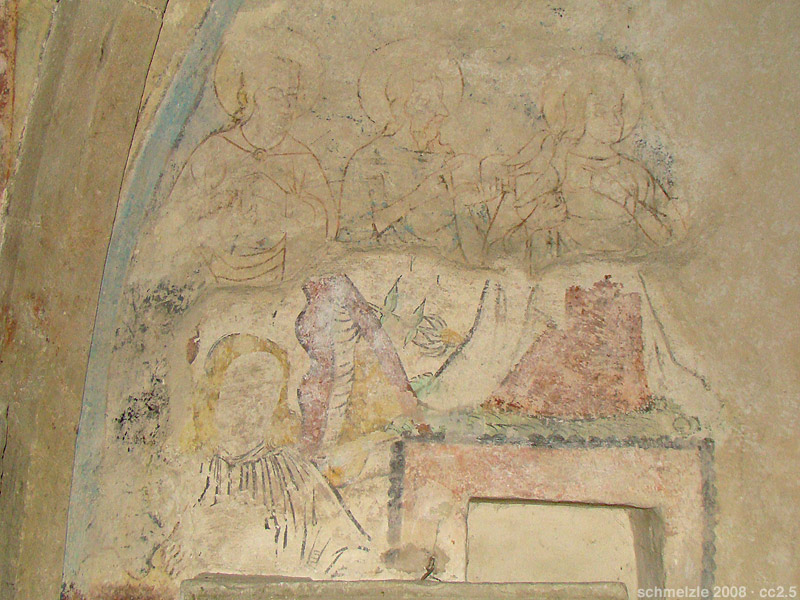
Fresken an der Südwand des Chors

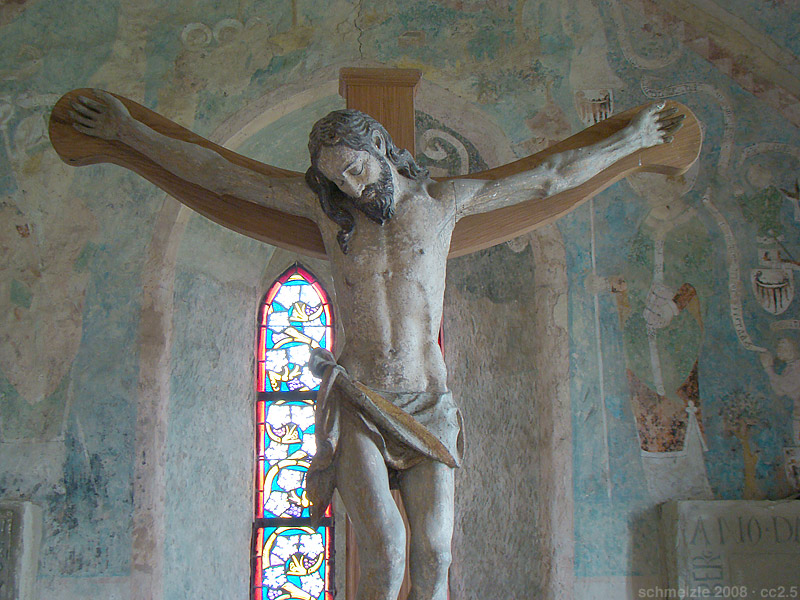
Kruzifix über dem Altar im Turmchor

Links vom Chor befindet sich eine schmuckvolle gotische Taufkapelle mit zwei handgeschnitzten Christusköpfen aus Basalt und einem alten Taufstein. Einst soll diese Taufkapelle, die von einem eigenen Gewölbe überspannt ist, auch einen Johannesaltar enthalten haben.
Das große Fresko an der Nordwand des Langhauses zeigt den Hl. Christophorus und ist um 1280 entstanden, es wurde erst 1963 wiederentdeckt und freigelegt.

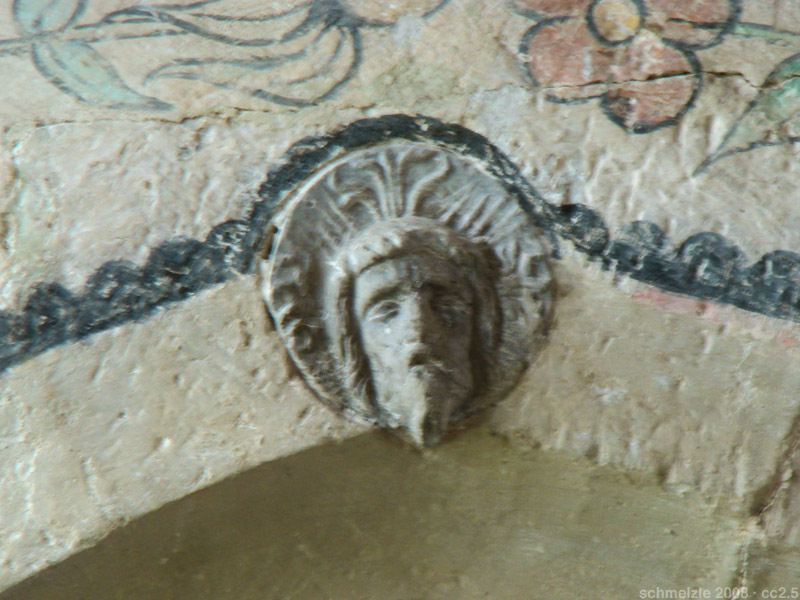
Christuskopf aus Basalt an der Taufkapelle
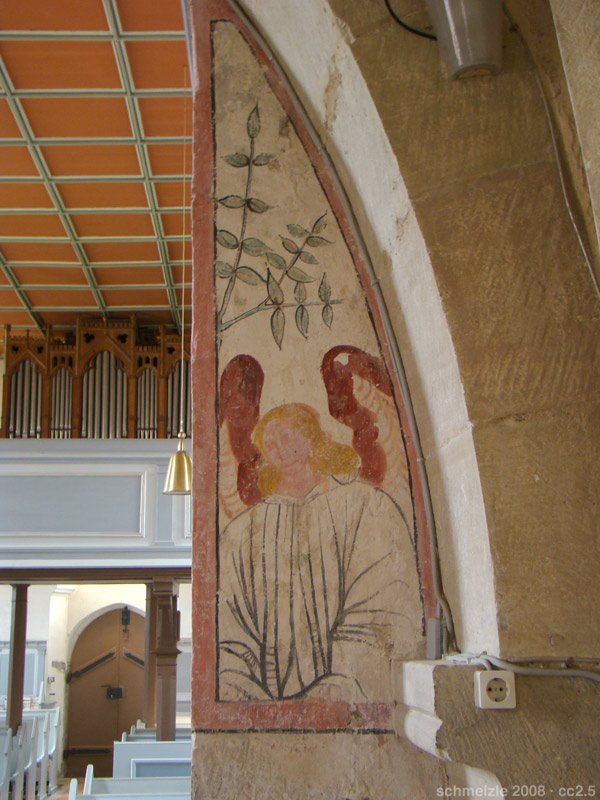
Fresko an der Ostwand der Taufkapelle
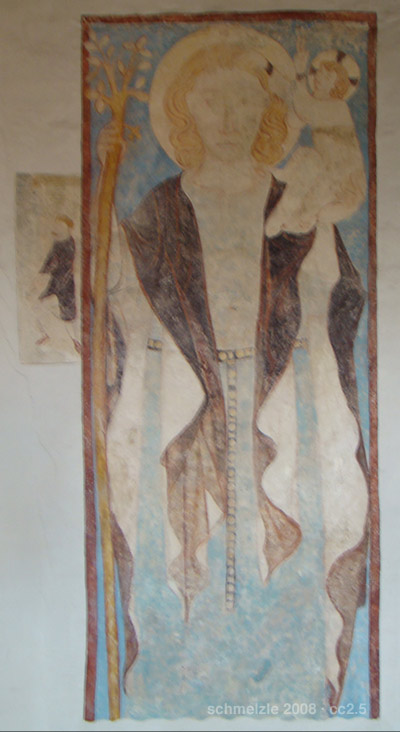
Christophorus-Fresko an der Nordwand

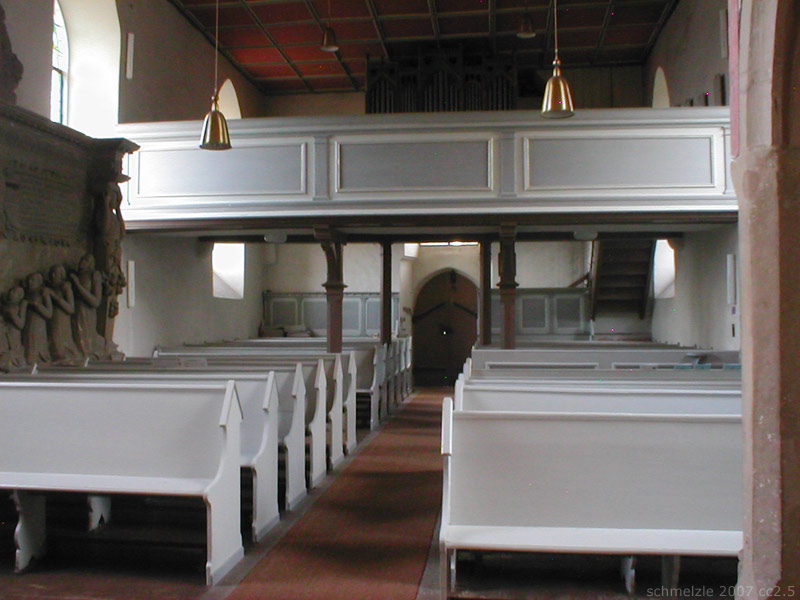
Westseite des Langhauses mit Orgelempore, links das Ehrenberg-Grabmal

An der Südwand befindet sich ein großes, steinernes, figurenreiches Grabdenkmal für Johann Heinrich von Ehrenberg († 1584), das ihn mit seiner Frau Margarethe geb. Echter von Mespelbrunn († 1611), die das Grabmal gestiftet hat, und acht Kindern kniend vor dem gekreuzigten Jesus zeigt. Im Turmchor sind weitere historische Grabdenkmäler aufgestellt.
Auf der vergleichsweise neuen, einstöckigen hölzernen Empore, die an der westlichen Giebelseite eingezogen ist, befindet sich ein altes Orgelgehäuse von 1889, in das 1979 eine neue Orgel eingebaut wurde.

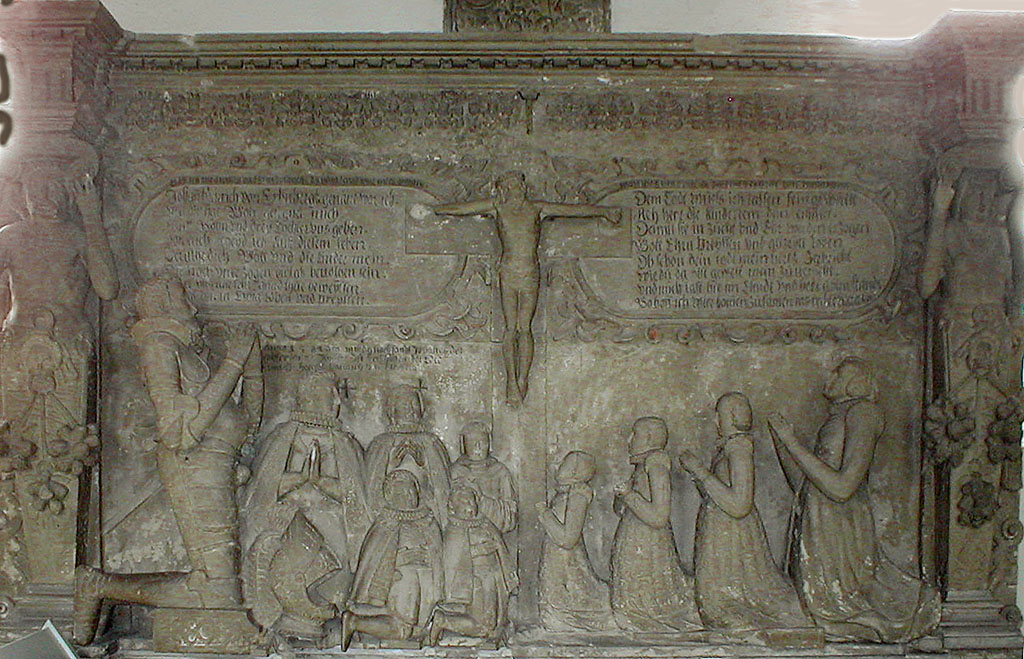
Grabmal Johann Heinrich von Ehrenberg mit Frau und acht Kindern
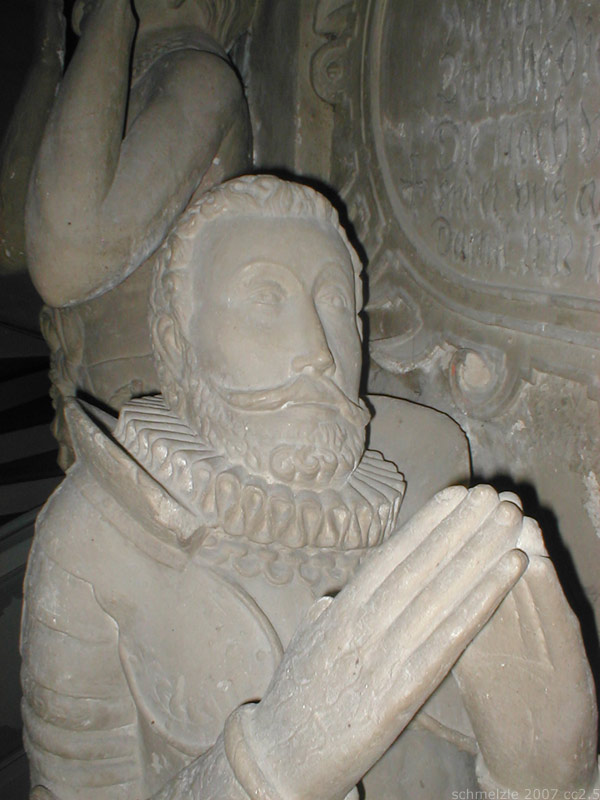
Johann Heinrich von Ehrenberg, Detail
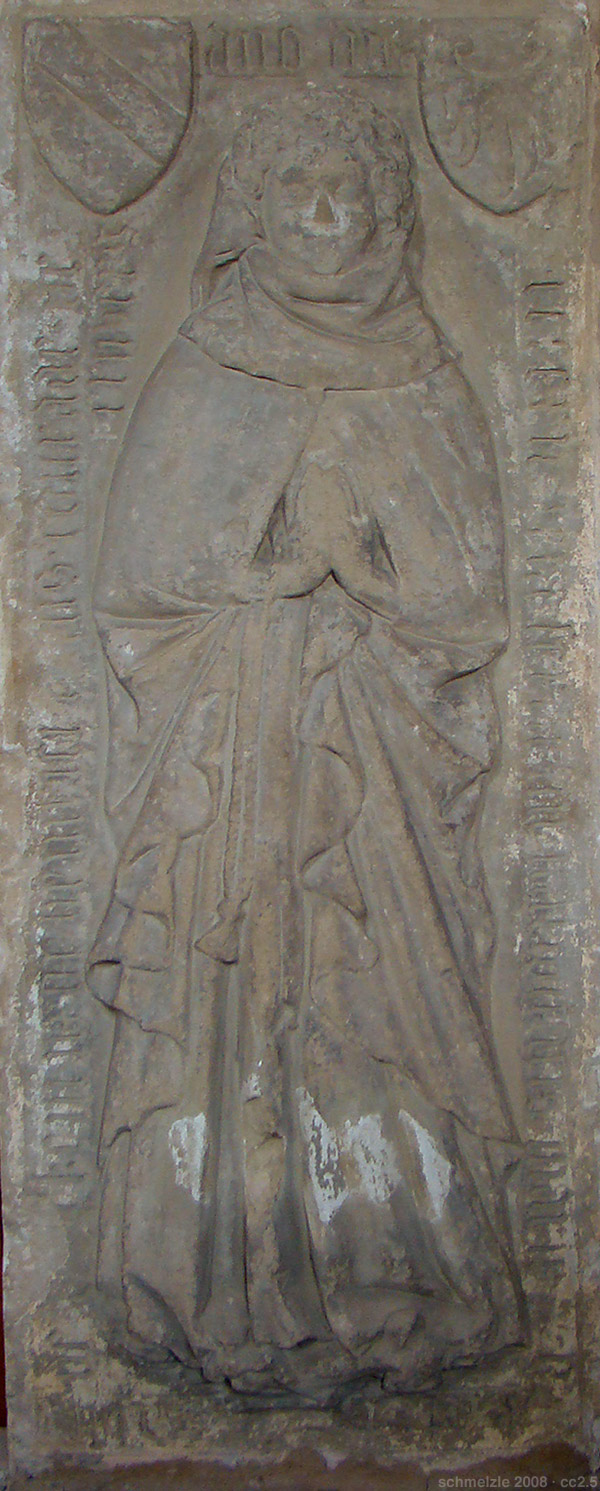
Grabplatte im Turmchor

### Glocken
Die Bergkirche hat spätestens seit dem späten 18. Jahrhundert ein dreistimmiges Geläut. Die älteste Glocke der Kirche wurde von Hans Pfeffer aus Nürnberg 1621 gegossen. Sie hat den Schlagton des‘‘, einen Durchmesser von 78,5 cm und ein Gewicht von 270 kg. Die Bronzeglocke trägt die Inschrift HANNES PFEFFER IN NVRNBERG GOS MICH ANNO MDCXXI. Urkundlich nachgewiesen sind zwei Glocken aus dem 18. Jahrhundert, die im Ersten Weltkrieg zu Rüstungszwecken abgeliefert werden mussten. Eine 658 kg schwere Bronzeglocke wurde 1724 bei Johann Daniel Rohr in Heilbronn gegossen. In diese Glocke war bereits das Metall einer älteren zersprungenen Evangelistenglocke eingeflossen. Die zweite im Ersten Weltkrieg abgelieferte Glocke wurde 1794 bei Neubert in Ludwigsburg gegossen. Sie hatte ein Gewicht von 175 kg.
Als Ersatz für die beiden abgelieferten Glocken wurden 1922 bei der Glockengießerei Bachert in Kochendorf (Bad Friedrichshall) zwei neue Bronzeglocken gegossen. Die größere hatte den Schlagton as‘, einen Durchmesser von 100 cm und ein Gewicht von 570 kg. Die kleinere hatte den Schlagton es‘‘, einen Durchmesser von 65 cm und ein Gewicht von 160 kg. Diese beiden Glocken mussten im Zweiten Weltkrieg abgeliefert werden.
Die verbliebene historische Glocke von 1622 wurde 1951 durch den Zukauf einer historischen Glocke ergänzt. Die 1805 bei Lucas Speck in Heidelberg gegossene Glocke mit dem Schlagton b‘, einem Durchmesser von 74,5 cm und einem Gewicht von 250 kg befand sich zuvor in Aglasterhausen-Michelbach. 1962 ergänzte man das Geläut schließlich wieder durch einen Neuguss zum Dreiklang. Die zuletzt beschaffte Glocke wurde bei Bachert in Bad Friedrichshall gegossen, hat den Schlagton as‘, einen Durchmesser von 103,7 cm und ein Gewicht von 696 kg. Sie trägt als Inschrift die Namen der vier Evangelisten und ist mit einem Christusmonogramm verziert.
| Glocke | Gussjahr | Gießer                    | Gewicht | Durchmesser | Nominal |
| ------ | -------- | ------------------------- | ------- | ----------- | ------- |
| 1      | 1958     | Heinrich Kurtz, Stuttgart | 696 kg  | 1037 mm     | as′     |
| 2      | 1805     | Lucas Speck, Heidelberg   | 250 kg  | 745 mm      | b′      |
| 3      | 1621     | Hans Pfeffer, Nürnberg    | 270 kg  | 785 mm      | des″    |

### Außenanlagen

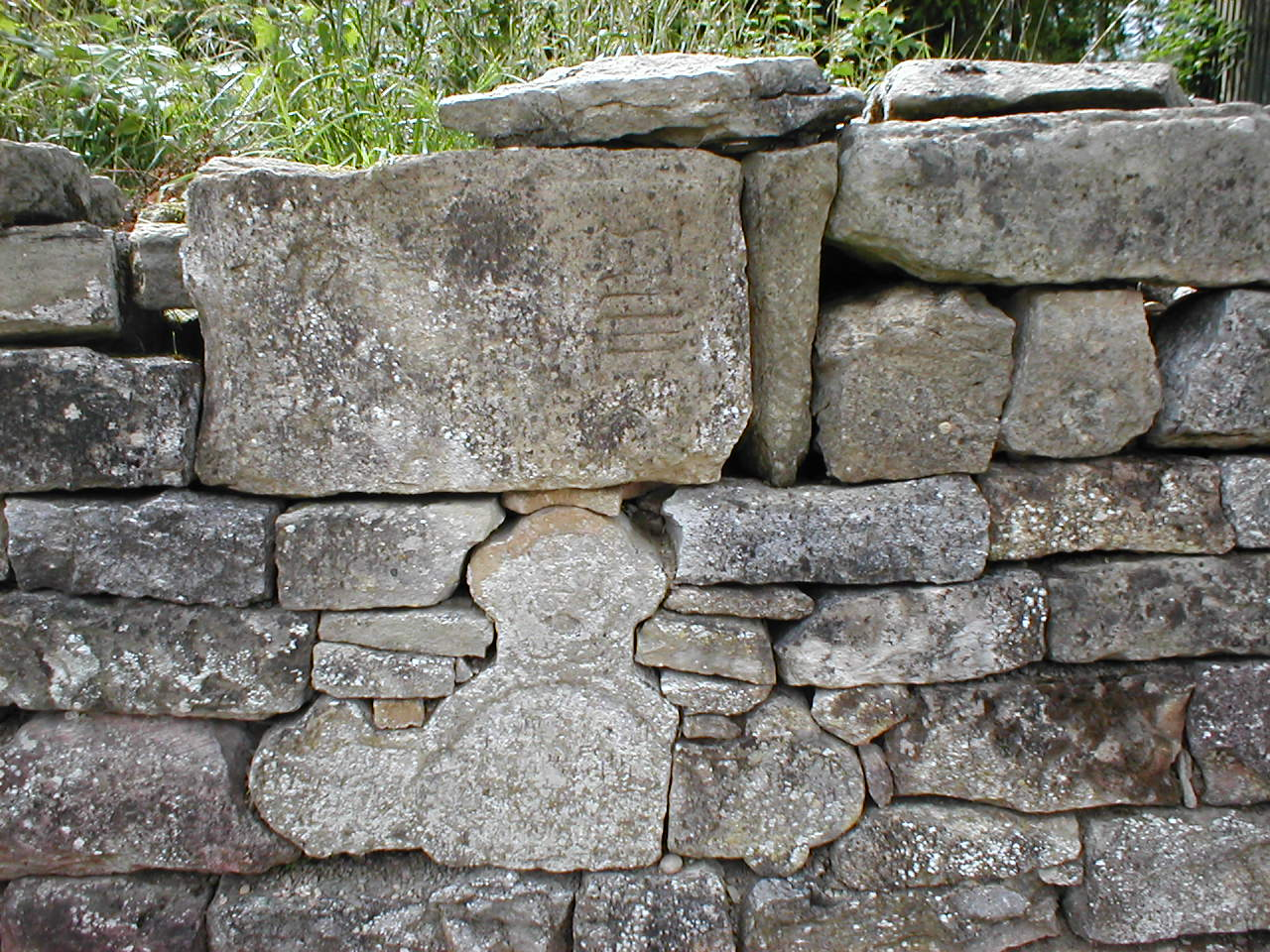
Trockenmauer aus historischen Grabsteinen

Die Bergkirche bildet mit dem benachbarten, 1898 erneuerten Brunnenhaus, der hinter der Kirche befindlichen historischen Grablege der Freiherren von Racknitz, der teils aus alten Grabsteinen gesetzten Trockenmauer des Eingangsbereichs sowie dem benachbarten historischen Pfarrhaus ein markantes und durch seine Berglage weithin im Neckartal sichtbares Ensemble.

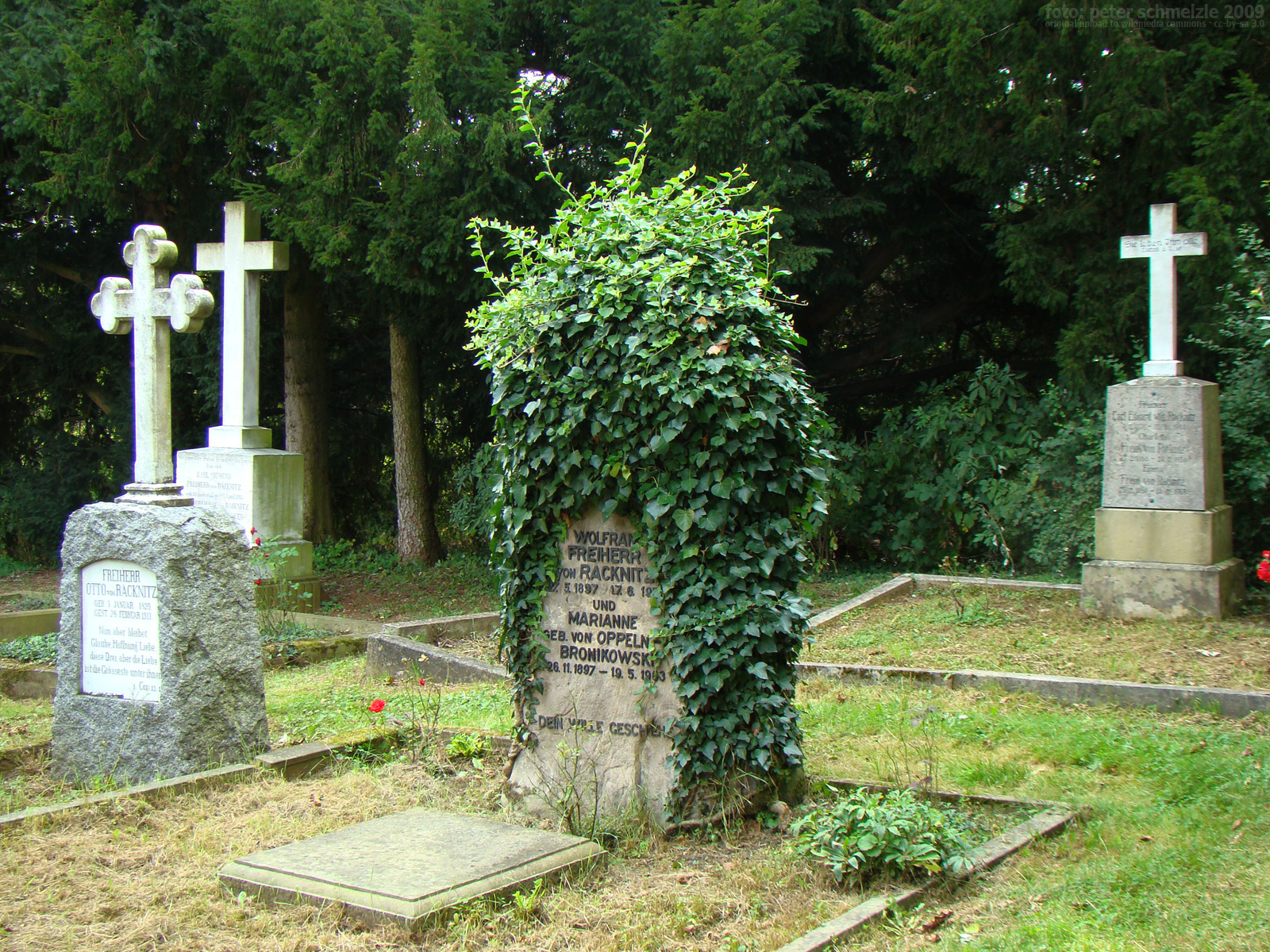
Racknitz-Grablege
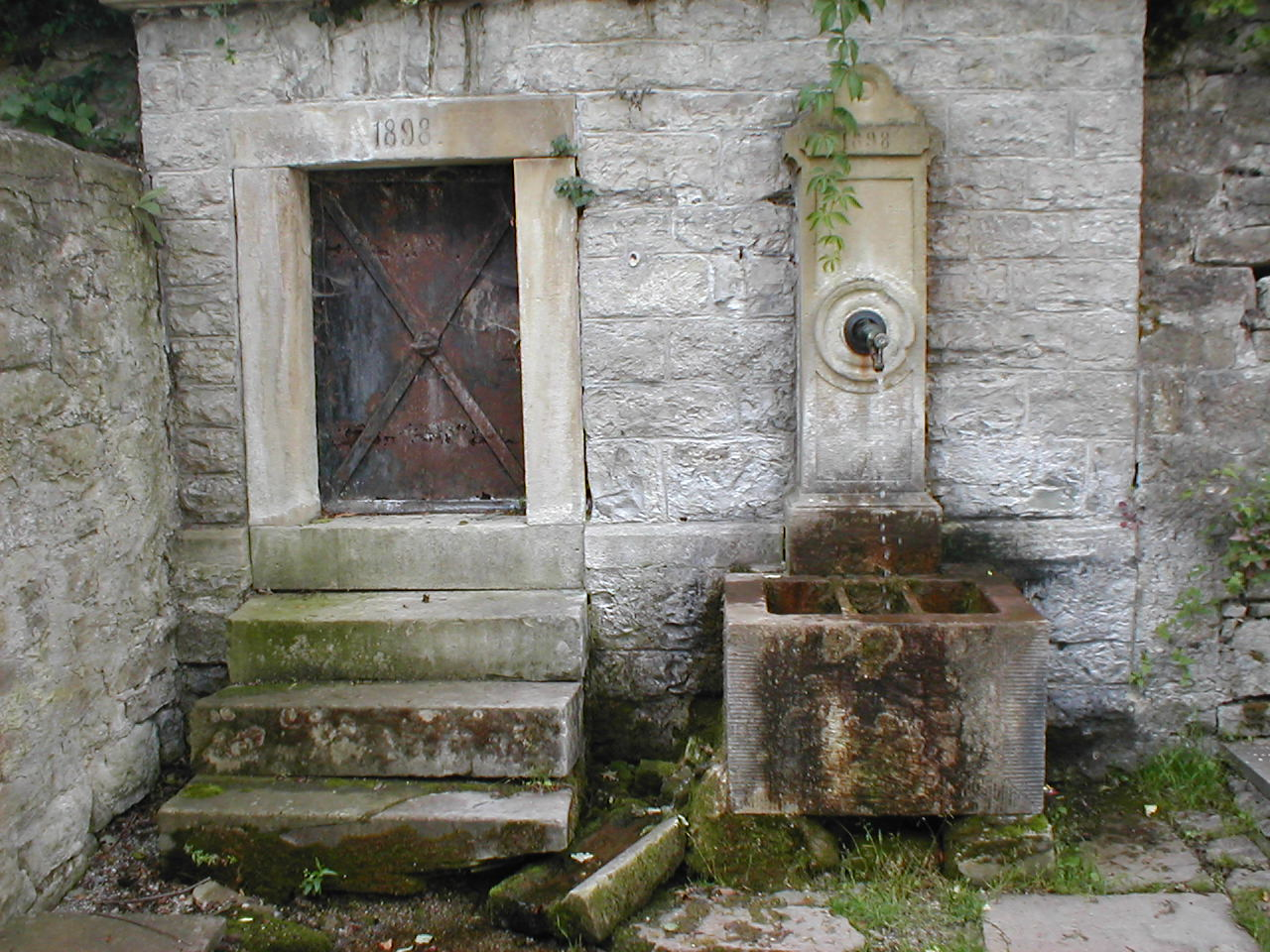
Brunnenhaus von 1898 an der Bergkirche